# Rice Lake, Wisconsin (town)
Rice Lake är en ort (town) i Barron County, Wisconsin, USA. Den omger en ort (city) som även den heter Rice Lake. 
1. ↑  United States Census Bureau (red.), USA:s folkräkning 2020, läs online, läst: 1 januari 2022.[källa från Wikidata]